# De Dannan
De Dannan, ursprünglich Dé Danann, ist eine irische Folkband, aus der mehrere erfolgreiche Solisten wie Maura O’Connel, Mary Black, Caroline Lavelle und Dolores Keane hervorgegangen sind. Der Name bezieht sich auf Túatha Dé Danann, irisch für die irische Urbevölkerung.

## Geschichte
Die Band wurde 1974 im irischsprachigen Spiddal, County Galway, gegründet. Gründungsmitglieder waren der Geiger Frankie Gavin, Alec Finn (Bouzouki), Charlie Piggott (Banjo, Flöte) und Johnny McDonagh (Bodhrán). Sänger und Sängerinnen wechselten mehrfach. Auf dem Debütalbum war Dolores Keane zu hören, dann folgten Andy Irvine und Johnny Moynihan. Anfang der 1980er Jahre hatte De Dannan mit der Sängerin Maura O’Connel insbesondere bei der irischstämmigen Bevölkerung in den USA großen Erfolg. Ihr Album Star-Spangled Molly war eine Hommage an den irischen Beitrag zur US-amerikanischen Kultur. Bis 1986 war dann Mary Black Frontfrau der Band. Die Band erweiterte ihr Repertoire durch Verwendung weiterer Musikstile wie Klezmer oder Barockmusik.
In den 1990er Jahren, mit Colm Murphy statt McDonagh an der Bodhrán, nahm die Bands Versionen von Pophits im irischen Gewand auf. So wurde aus dem Queen-Hit Bohemian Rhapsody die Hibernian Rhapsody. 2000 standen The Eagles mit ihrem Song Hotel California Pate für das Hotel Connemara.

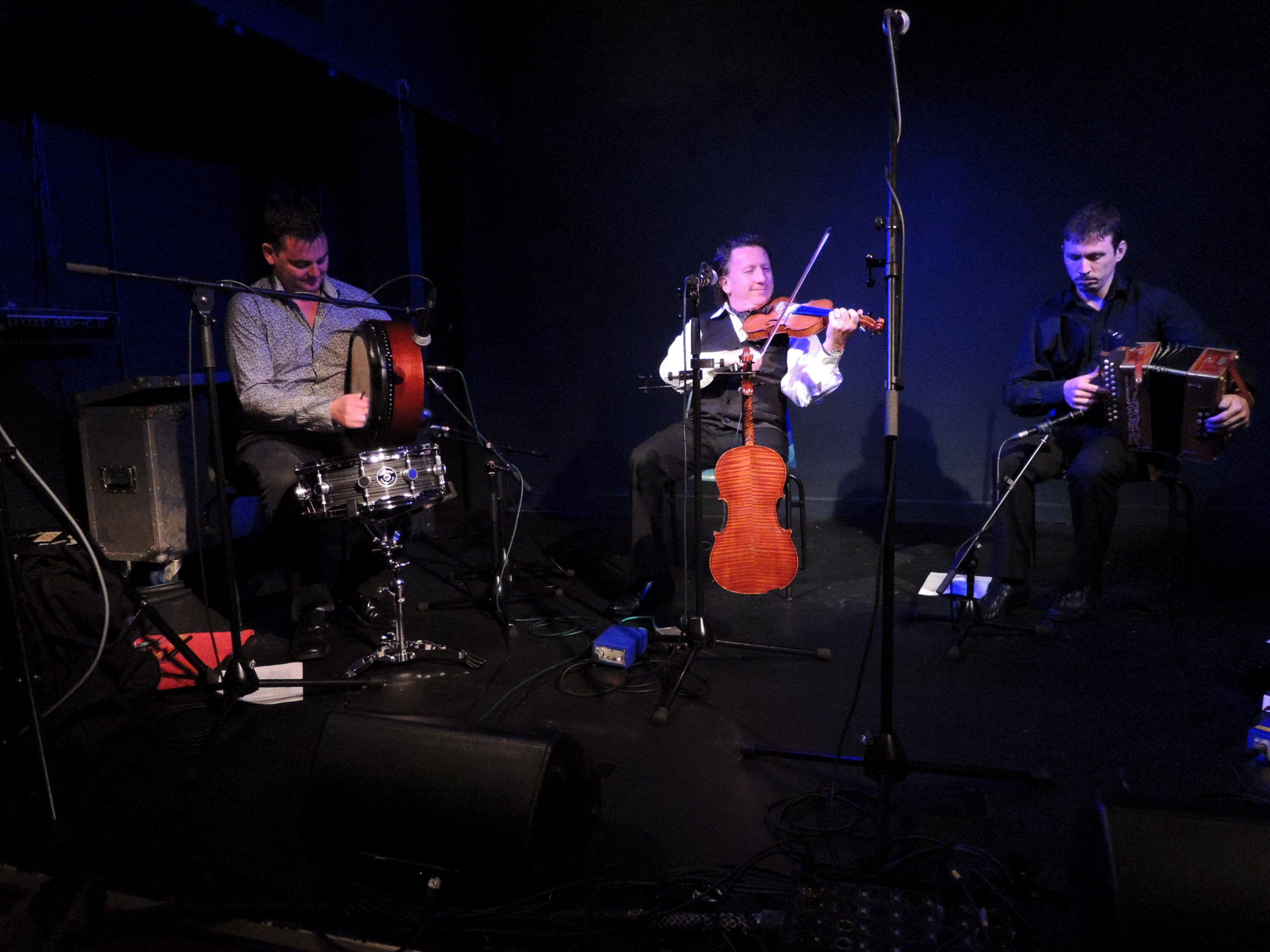
„Frankie Gavin and the new De Dannan“ beim „Craiceann Bodhrán Festival“ 2012

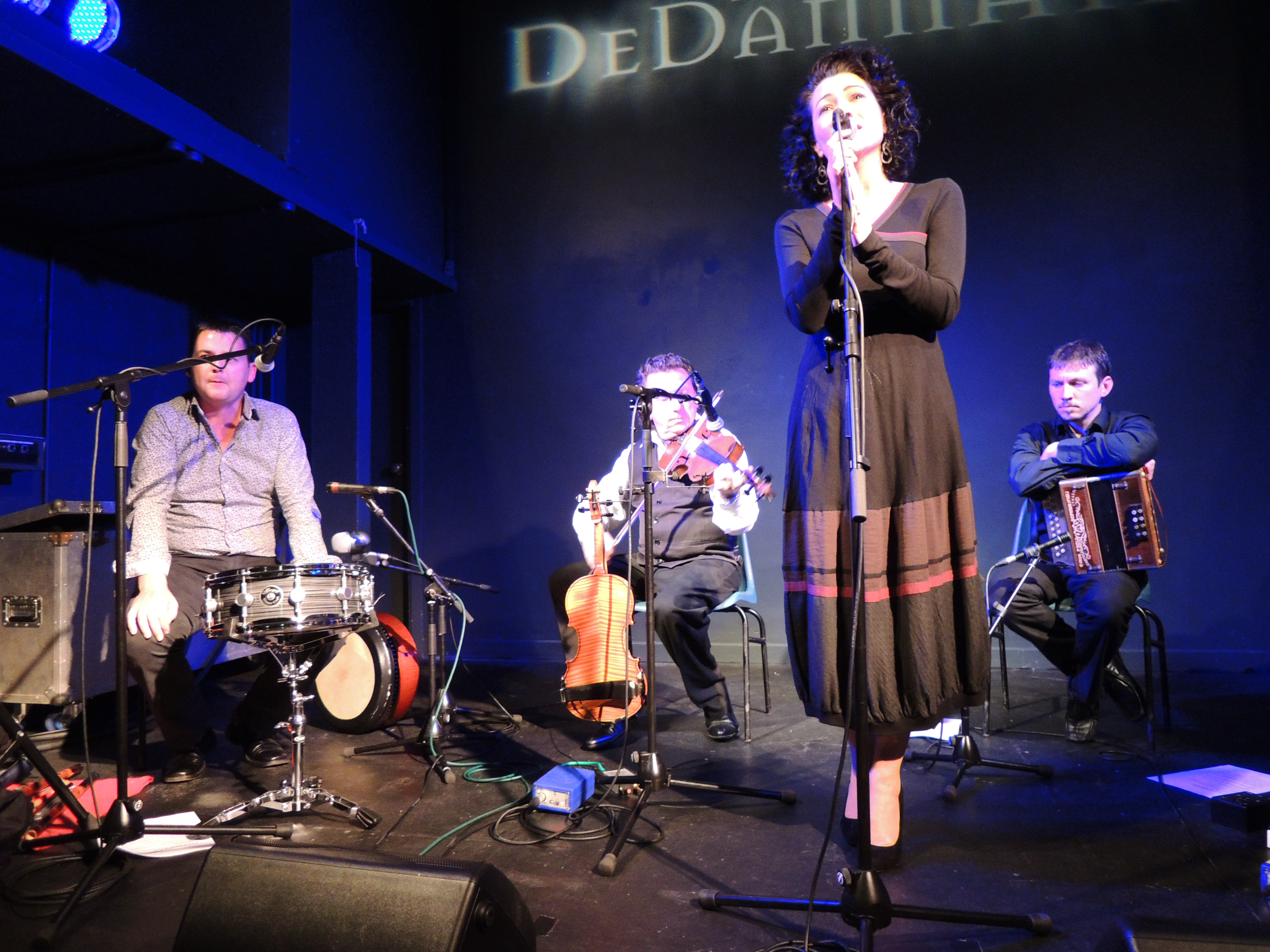
„Frankie Gavin and the new De Dannan“ beim „Craiceann Bodhrán Festival“ 2012

2003 trennte sich die Band, im Jahr 2008 wurde die erste Besetzung der Band auf einer Briefmarke der irischen Post abgebildet. Im selben Jahr begann eine Auseinandersetzung über die Verwendung des Bandnamens, die auch juristisch geführt wurde. Alec Finn hatte den Bandnamen nach der Trennung schützen lassen. Frankie Gavin wollte den Namen für eine eigene Band verwenden, die vorher als Hibernian Rhapsody aufgetreten war.
Seit 2010 arbeiten Alec Finn und Johnny McDonagh mit anderen Musikern unter dem Namen „De Danann“ auf der Bühne und im Studio zusammen. 2012 stellte Frankie Gavin eine eigene Gruppe unter dem Namen „De Dannan“ zusammen. mit der er auftritt und Alben herausgebracht hat. Es wurden verschiedene Variationen der Bandnamen verwendet, darunter The Old De Dannan (mit Alec Finn und Johnny McDonagh, ohne Frankie Gavin), Frankie Gavin's De Dannan, Frankie Gavin and the new De Dannan, Frankie Gavin & De Dannan.

## Diskografie
- De Danann (1975)
- Selected Jigs Reels and Songs (1977)
- The Mist Covered Mountain (1980)
- Star-Spangled Molly (1981)
- Best Of De Dannan (1981), Sampler
- Song For Ireland (1983)
- The Irish RM (1984)
- Anthem (1985)
- Ballroom (1987)
- A Jacket Of Batteries (1988)
- Half Set In Harlem (1991)
- Hibernian Rhapsody (1995)
- How The West Was Won (1999), Sampler
- Welcome To The Hotel Connemara (2000)
- De Danann – Wonderwaltz (2010)
- De Dannan – Jigs, Reels & Rock n’ Roll (2012)
- Frankie Gavin & De Dannan – Jigs & Jazz 11 (2013), Live